# Hanny Allston
Hanny Allston, eigenlijk Johanna Allston (12 februari 1986, Hobart, Tasmanië) is een Australische oriëntatieloopster. Ze loopt voor de Zweedse oriëntatieloopvereniging Sävedalens AIK.
Hanny Allston woont in Tasmanië, waar ze geneeskunde studeert. In haar jeugd bedreef ze hoofdzakelijk de zwemsport. Door een schouderblessure moest ze hiermee stoppen en ze begon toen met oriëntatielopen. Allston neemt ook graag deel aan andere wedstrijden waar uithoudingsvermogen voor nodig is zoals ultra-marathons, triatlon, wielrennen of kajakken.
Ze won onverwacht de gouden sprintmedaille tijdens het wereldkampioenschap oriëntatielopen 2006 in Aarhus, Denemarken. Ze was daarmee de eerste niet-Europeaanse die het wereldkampioenschap op seniorenniveau wist te winnen. Eerder in de zomer van datzelfde jaar won ze met grote voorsprong de gouden medaille op de lange afstand tijdens het Junioren Wereldkampioenschap Oriëntatielopen in Litouwen. Ze won daar ook de zilveren medaille op de sprint. In 2005 had ze in Zwitserland al de bronzen medaille op de middellange afstand gewonnen tijdens de junioren wereldkampioenschappen. Bij de wereldkampioenschappen later die zomer in Japan behaalde ze al een zesde plaats op de lange afstand.

## Resultaten
Wereldkampioenschap oriëntatielopen
- Gouden medaille (1)
  - 2006 - Sprint - Aarhus, Denemarken

Junioren Wereldkampioenschap Oriëntatielopen
- Gouden medaille (1)
  - 2006 - Lange afstand - Druskininkai, Litouwen
- Zilveren medaille (1)
  - 2006 - Sprint - Druskininkai, Litouwen
- Bronzen medaille (1)
  - 2005 - Middellange afstand - Tenero, Zwitserland